# Сиамский тикаль
Сиамский тика́ль или тика́л — денежная единица Сиама (сейчас — Таиланд) до 1928 года. Местное название — «бат».

## Этимология
Слово «тикаль» или «тикал» (в русском языке встречаются оба варианта — чаще «тикаль»), вероятно, происходит из санскрита (санскр. tankala), что означает «клеймёная серебряная монета» и является однокоренным с наименованиями таких денежных единиц, как тенге, танга, дангх, деньга, така и т.п. Однако, возможно, это слово имеет малайские корни (малайск. tikal) и является древним местным названием одной из единиц измерения массы и/или денежных единиц. В XVI веке это понятие начало использоваться португальцами сначала в Сиаме (в настоящее время — Таиланд), а затем в Бирме (в настоящее время — Мьянма) для обозначения как самих монет местной чеканки, так и содержащейся в них массы серебра, равной примерно половине тройской унции. Местное названия тикаля в Сиаме — «бат».

## Монеты и банкноты до 1898 года
Первые сиамские монеты, называемые p’hot duang или khot duang, чеканились в 1350—1860 годах. Это были крупные (до 65 мм в диаметре, весом до 1,215 кг) выпуклые слитки, напоминавшие барабаны буддийских монахов, с двумя типами клейм — монетного двора (колесо или звезда) и правительства. Чеканились монеты:
- серебряные — достоинством в 2 и 4 таэля (соответственно 4 и 8 тикалей, или 1 и 2 хаба), в 5, 10, 20, 40 и 80 тикалей (последние два номинала эквивалентны соответственно 1⁄2 и 1 кэтти).
- золотые — достоинством в 1, 2, 4, 8 и 16 тикалей (известны также золотые сики, фуанги, салунги и сонгсалунги).

При этом 1 золотой тикаль был равен 10 тикалям серебряным.
С 1861 года для Сиама на монетном дворе Бирмингема начали чеканить монеты европейского типа (плоские и круглые), которые получили название «рьен» — сначала серебряные (4, 2, 1, 1⁄2, 1⁄4, 1⁄8, 1⁄16 тикаля), с 1862-го — медные и цинковые (медные: 1⁄2 и 1⁄4 фуанга, или 1⁄16 и 1⁄32 тикаля соответственно; цинковые: 1 ат и 1 солот, или 1⁄64 и 1⁄128 тикаля), а с 1863-го — золотые (8, 4 и 2+1⁄2 тикаля).
Кроме монет, в обращение выпускались банкноты. С 1853 до 1874 их эмитировало Главное казначейство Сиама:
- I выпуск (с двойным обозначением номинала): «3 тамлуга — 12 тикалей», «4 тамлунга — 16 тикалей», «6 тамлунгов — 24 тикаля», «10 тамлунгов — 40 тикалей»;
- II выпуск: 20 и 80 тикалей;
- III выпуск: 1⁄8, 1⁄4, 3⁄8, 1⁄2 и 1 тикаль;
- IV выпуск (часть банкнот с двойным обозначением номинала): «3 тамлунга — 12 тикалей», «5 тамлунгов — 20 тикалей», «10 тамлунгов — 40 тикалей», «80 тикалей», «25 тамлунгов — 100 тикалей», «30 тамлунгов — 120 тикалей», а также 4, 7, 8, 12, 15 тамлунгов.

С 1874 года функции эмиссионного центра выполняло Королевское казначейство Сиама, которое выпустило следующие банкноты:
- образца 1874 года: 1 ат (1⁄64 тикаля);
- образца 1892 года: 1, 5, 10, 40, 80, 100, 400, 800 тикалей;
- образца 1902 года: 5, 10, 20, 100 и 1000 тикалей;
- образца 1918 года: 10 и 50 тикалей.

Банкноты в тикалях выпускали также находившиеся в Бангкоке филиалы частных банков:
- Банк Индокитая — 5, 20, 80 и 100 тикалей (выпуск 1898 года);
- Chartered bank of India, Australia and China — 1, 5, 10, 20, 40, 80 и 400 тикалей (выпуски 1898—1899 годов);
- Hongkong and Shanghai banking corporation — 1, 5, 10, 40, 80, 100 и 400 тикалей (выпуски 1889—1899 годов)[10].

До 1887 года сиамский тикаль был также основной денежной единицей Лаоса, оккупированного Сиамом.

## Переход на десятичную денежную систему
21 августа 1898 года власти Сиама объявили о переходе на десятичную систему денежного счёта: 1 тикаль (15,033 г серебра 900-й пробы) = 100 сатангов при сохранении такой вспомогательной денежной единицы, как салунг, равной 1⁄4 тикаля или 25 сатангов. Были выпущены никелевые и бронзовые монеты достоинством в 2+1⁄2, 5, 10 и 20 сатангов (первый год чеканки, указанный на монетах — «1897»). При этом помимо местных монет всех выпусков в обращении находились также индийские монеты и монеты Ост-Индской компании (см. доллар Проливов). 25 ноября 1902 года было объявлено об окончательном переходе на десятичную систему, однако монеты прежней недесятичной системы продолжали чеканить еще несколько лет: аты — до 1905 года, фуанги — до 1910-го. Салунги, которые вписались в новую десятичную систему как 1⁄4 тикаля или 25 сатангов, чеканились до 1921 года.
С 15 апреля 1928 года национальная валюта Сиама (с 1939 года — Таиланд) стала официально именоваться батом (обмен на тикали прежних выпусков был произведён в соотношении 1:1). При этом если ранее бат являлся местным названием тикаля, то с 1928 года тикаль остался вторым названием национальной валюты Таиланда.